# Parc Jacob-Kaplan
Le parc  Jacob-Kaplan ou parc de la Buire est un parc lyonnais d'une surface de 5 000 m2, situé dans le quartier de la Buire du 3e arrondissement de Lyon. Il porte le nom de Jacob Kaplan, résistant puis grand-rabbin de France de 1955 à 1980. Le parc est marqué de manière importante par des aménagements hydrauliques et une douve artificielle d'infiltration des eaux pluviales.

## Description

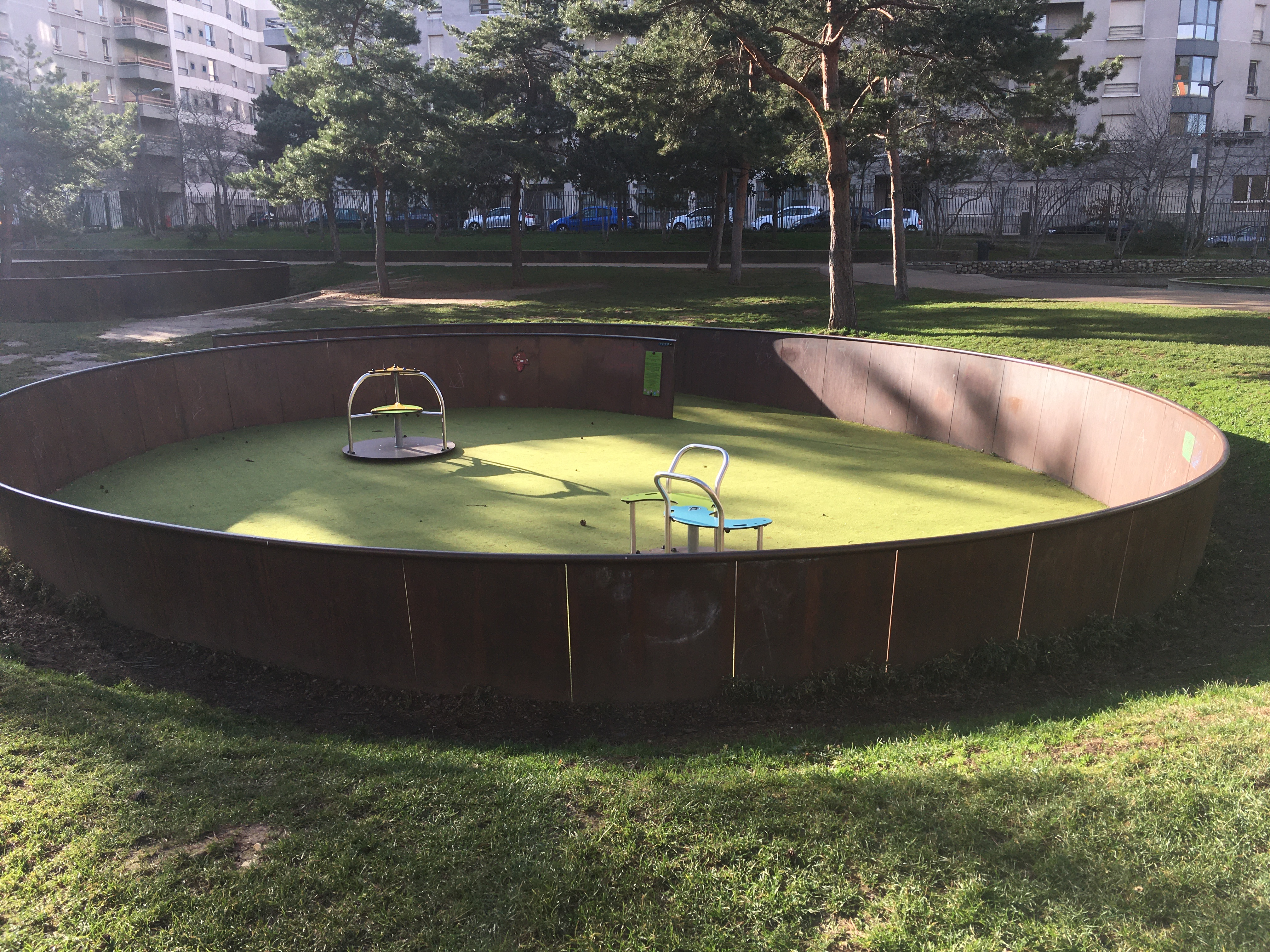
Jeux du parc Jacob-Kaplan

Il a été achevé en 2007 et inauguré le 7 mai 2009 par Gérard Collomb. Il est créé sur un ancien site industriel lors de l'aménagement de le ZAC de la Buire. Il est bordé par l'école Aimé-Césaire au sud et sur les autres côtés par les rues Danielle-Faynel Duclos, Professeur René Guillet et l'allée du Parc.
Le parc est d'inspiration contemporaine avec des espaces de jeux délimités par des plaques de métal d'inspiration design.
Il a remporté le prix d'aménagement urbain et paysager au grand prix 2008 d'architecture, d'urbanisme et d'environnement du Rhône.

## Conception

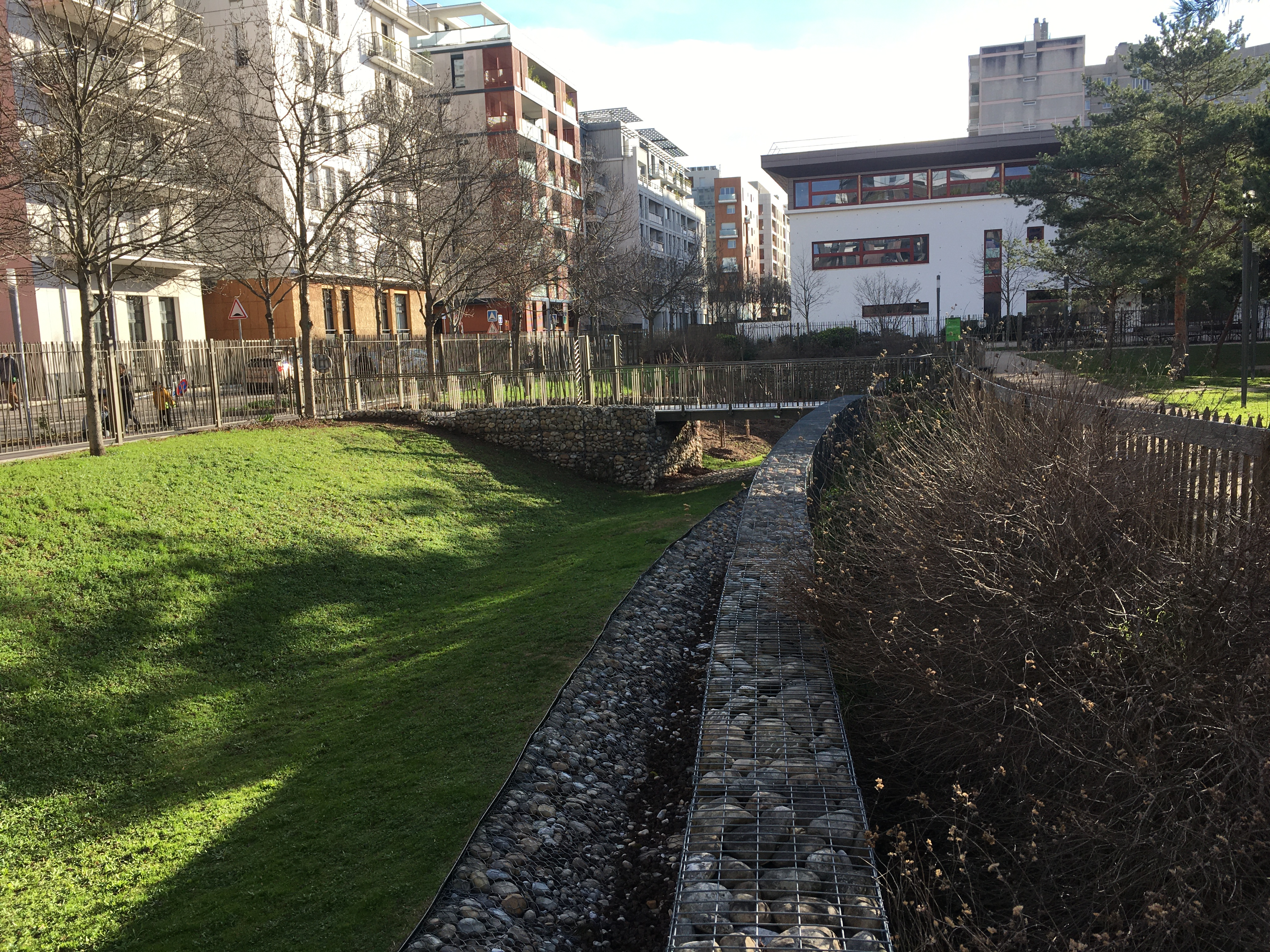
Douve du parc Jacob-Kaplan avec la passerelle d'accès au parc.

Le parc a été conçu par Marc Littot dans l'idée d'en faire un lieu retiré, tranquille et calme mais aussi relié à la ville. Une douve de 2 mètres de profondeur l'entoure au nord et à l'est et on peut accéder au jardin par une passerelle. La douve, étanchée et tapissée de gros galets du Rhône, a un caractère esthétique et permet aux enfants de jouer dans l'eau l'été mais elle sert essentiellement de bassin d'infiltration pour les eaux pluviales qui alimentent directement la nappe phréatique. En effet, les eaux de toiture de toute la ZAC sont recueillies dans un réseau indépendant des collecteurs de voirie qui les achemine dans la douve. Ces eaux peuvent alors s'infiltrer à travers un lit épais en gravier placé sous un talus qui remonte de la douve. Ce talus est planté de vivaces et de graminées qui supportent d'être provisoirement immergées.  
En temps normal, la douve sert à retenir les eaux en partie basse. À l'inverse, en cas de pluies extrêmes, elle permet d'éviter que le réseau déborde. Celle-ci est configurée pour que le niveau d'eau puisse y monter d'un mètre par gros orage. 
Ce système de gestion des eaux pluviales a été conçu pour lutter contre le réchauffement climatique et les périodes de sécheresse estivale.
D'autre part, les arbres plantés servent à rafraîchir l'air par le phénomène d'évapotranspiration et améliorent le confort des habitants lors des canicules.